# Tigna microsporica
La tigna microsporica è un tipo di tigna  tonsurante che colpisce i capelli e il cuoio capelluto.
I funghi che provocano la dermatomicosi appartengono al genere Microsporum. La tigna microsporica di origine umana è determinata soprattutto dal Microsporum audouini, mentre quella di origine animale dal Microsporum canis e dal Microsporum lanosum. Colpisce principalmente i bambini tra i quattro e i dieci anni ed è estremamente contagiosa. Nel caso la malattia colpisca gli adulti, può interessare anche altre regioni provviste di peli, come le guance ricoperte dalla barba.
Questo legame tra la malattia e i bambini è determinato dall'azione fungicida delle ghiandole sebacee che si instaura solo con la pubertà. Anche le modificazioni delle flora batterica del cuoio capelluto dopo la pubertà agiscono come antagonista dei miceti, che non trovano più le condizioni ideali per prosperare.
La lesione si presenta come una chiazza tondeggiante, che si ingrandisce, dando luogo ad una desquamazione. Le chiazze raggiungono una dimensione variabile tra i 2 e i 6 cm, con una placca bianco-grigiastra. In questa zona i capelli non sporgono per più di mezzo centimetro dal cuoio capelluto.